# G.I. (soldat)
 For alternative betydninger, se G.I.. (Se også artikler, som begynder med G.I.)
G.I. er et udtryk anvendt på et medlem af de amerikanske styrker eller dele af deres udstyr.
Udtrykket anvendes for nuværende, 2009, som et akronym for Government Issue (statens ejendom) eller sommetider fejlagtigt for General Infantry (almindeligt infanteri). 
Tidligere refererede akronymet G.I. til galvanized iron (galvaniseret jern) for at betegne udstyr , som var produceret af denne materialevariant, eksempelvis ammunitionskasser, benzindunke, proviantdåser etc., som indgår i den amerikanske hærs inventar- og udstyrslister.
Under første verdenskrig, ironiserede de amerikanske soldater over indkomne tyske artillerigranater med udtrykket G.I. cans (G.I.-dåser) og udtrykket blev under samme krig synonymt med Government Issue og brugt som et tillægsord til alt der havde forbindelse med hæren.